# كتابة المخطوطات

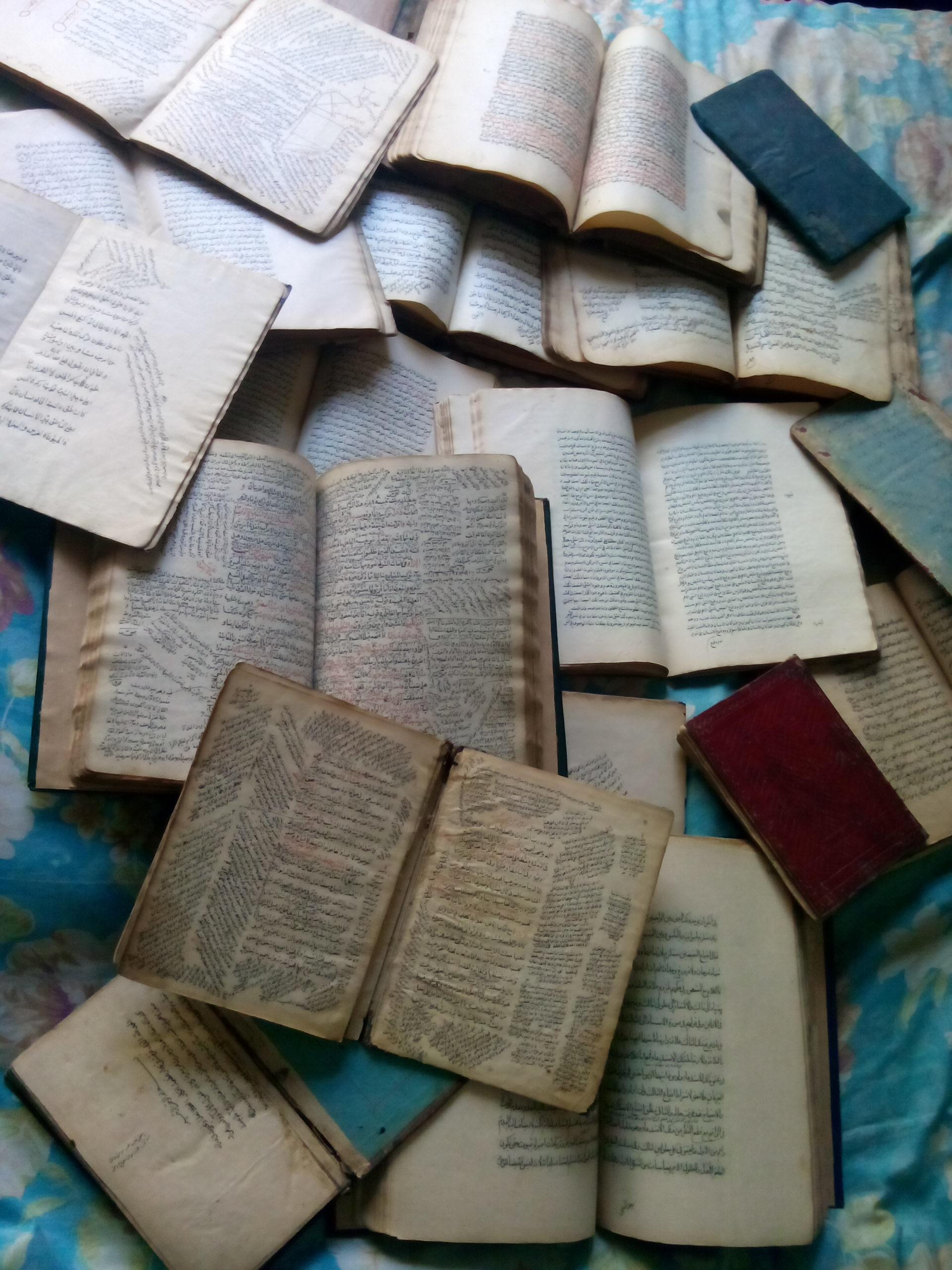
مخطوطات من القرن 18

كتابة المخطوطات تكتب المخطوطات لتخزين المعلومات ونشرها، وعرفت قبل عصر الطباعة. ويعتقد أن كتابة المخطوطات بدأت في بلاد الرافدين قبل حوالي ستة آلاف سنة، وكذلك عند المصريين القدماء حيث تكتب على ورق البردي واشتهرت في أوروبا في القرن العاشر تقريبا. وكانت البداية مع الأطباء وتطوير معرفتهم بالجسم البشري وطريقة تفاعل بعض المواد.
ومصطلح مخطوط يمكن أيضاً أن يعبر عن ما سجلته اليد بطرق أخرى غير الكتابة، وفي الصين، وبلدان أخرى من شرق آسيا تستعمل خشبة لطباعة الكتب منذ القرن السابع الميلادي.